# Uitkijkpunt

Pictogram voor een uitkijkpunt

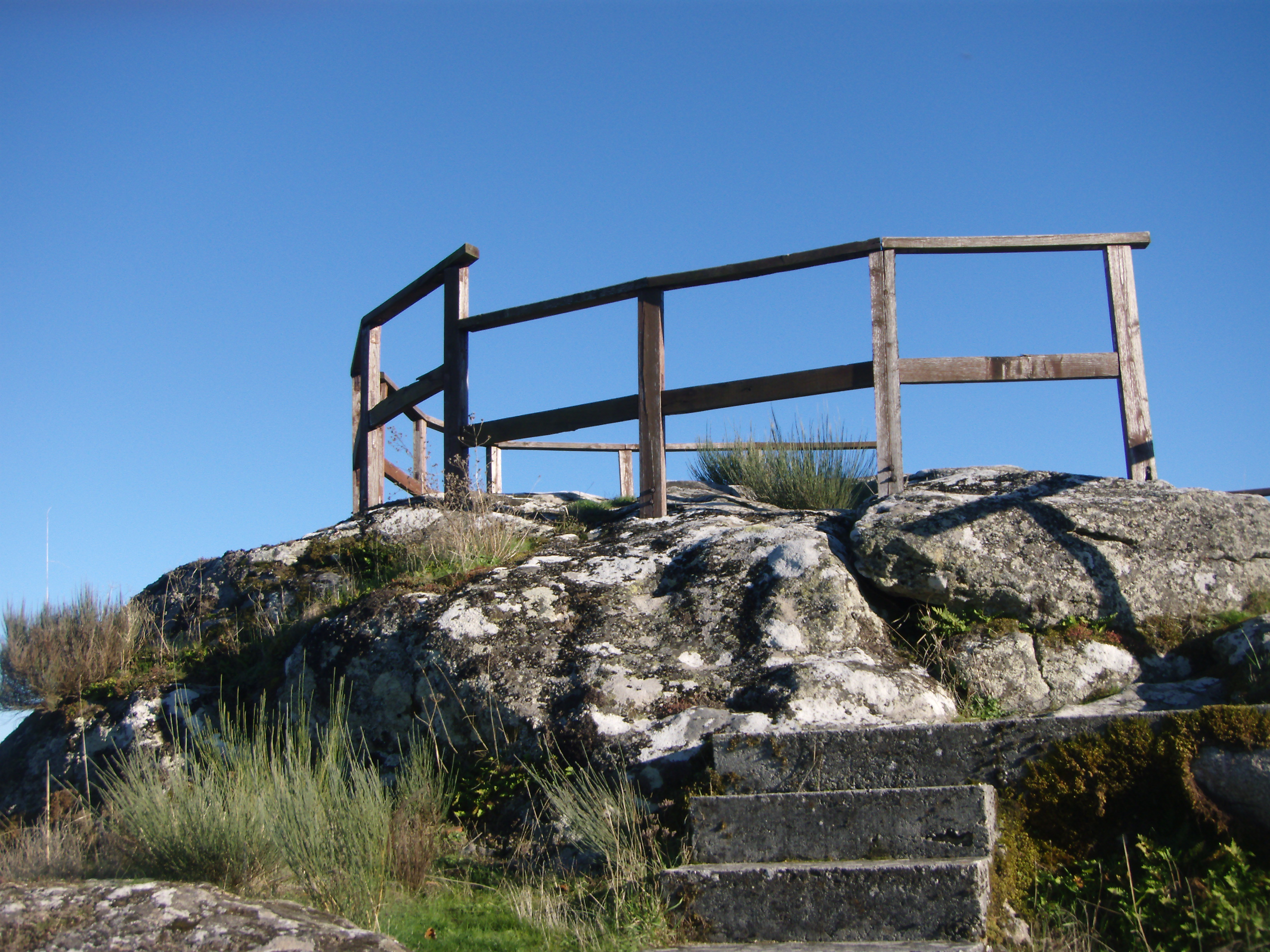
Uitkijkpunt op een berg

Een uitkijkpunt of uitzichtpunt is een plaats vanwaar men een weids of mooi uitzicht heeft over het omliggende landschap. Een uitkijkpunt ligt daarom vaak op een heuvel of op de rand van een klif. Veel toeristische uitkijkpunten zijn een parkeerterrein langs een weg, waar automobilisten kunnen uitstappen om even van het panoramische uitzicht te genieten of foto's te nemen. Uitkijkpunten staan veelal aangeduid op wegenkaarten en topografische kaarten.
Hoge torens en wolkenkrabbers kunnen als uitkijkpunt dienen. Op toeristische plaatsen wordt er soms een entree gevraagd om naar het dak van een hoog gebouw of naar een observatieverdieping van een wolkenkrabber te gaan.